# Kongeparken
Kongeparken is een Noors attractiepark, gelegen in Ålgård, in de gemeente Gjesdal in Rogaland. Het thema van het park is teddyberen. In het logo van het park is de parkmascotte te zien, teddybeer Bamsekongen. De naam Kongeparken vertaalt zich als koningspark.
Kongeparken huisvest de grootste draaimolen, de langste rodelbaan en de hoogste vrijevaltoren van Noorwegen. De rodelbaan is reeds van bij de opening van het park aanwezig en is gebouwd door Wiegand.

## Gulliver
Kenmerkend voor het park was lange tijd het 85 meter lange beeld van de aangespoelde Gulliver. In het standbeeld zat allerlei vermaak verwerkt. Zo waren er bijvoorbeeld glijbaantjes die zijn slokdarm moesten voorstellen, uitkijkpaviljoenen op onder andere zijn neus en op een van zijn schoenen, die met een loopbrug met zijn dikke teen was verbonden. Ook was er een limonadebar in de hand van het standbeeld verwerkt, verwijzend naar het verhaal uit Gullivers reizen met het gejuich van honderden kinderen, dat te horen was uit de borstkas en buik. Zijn kledij was een combinatie van tentzeilen en klimrekken, de binnenkant een labyrint met trappen.
In de loop der jaren zijn attracties rond het standbeeld toegevoegd en zo groeide Kongeparken uit tot een attractiepark. Gulliver was vanaf de opening aanwezig in het toen nog geheten recreatiecentrum Kongeparken. In 2013 werd de reus ontmanteld en uit het park verwijderd. Hij zou verkocht zijn op een veiling.

## Achtbanen
In het park staan twee achtbanen, een Medium Junior Coaster van Vekoma, Svalbard Ekspressen en een draaiende wildemuis-achtbaan van Reverchon, Bukkerittet. Deze gingen in respectievelijk 2000 en 2008 open. Het zijn beide catalogusmodellen. De laatste is derdehands aangekocht, de eerste nieuw.
In 2004 heeft ook nog een andere achtbaan in het park gestaan met een looping, Grizzly. Het is een kermisachtbaan die toen eigendom was van een Ierse kermisbaas. De baan draagt sinds 1997 de naam Speed Loop, maar kreeg een aangepaste naam in het park. Het was de tweede keer dat de baan in een park te vinden was. Het bouwjaar van de baan is 1991.

## Overige attracties
Een opvallende attractie die sinds 2016 in het park staat is Ørnen, een Mission Space van KMG. Dat is een attractie waarbij twee langwerpige open gondels op grote hoogte (meer dan 50 meter) ronddraaien aan staalkabels. Ørnen is Noors voor Adelaar. In 2019 werd deze naar aanleiding van de vele technische problemen alweer vervangen door 80 meter hoge vrijevaltoren met de naam Stupet, gebouwd door Funtime.
Andere noemenswaardige attracties naast de rodelbaan en de twee achtbanen zijn onder andere een boomstamattractie van ABC Rides, Fossen, een frisbee van Fabbri Group, Vepsen, en een vrijevaltoren, eveneens van ABC Rides, Tiltetårnet. In het Nederlands zijn deze namen resp. Waterval, Wesp en Schuine Toren of Kantelende Toren.
Daarnaast zijn er in het park ook een zweefmolen te vinden (type Wellenflug, de bekendste soort deze tijd), botsauto's en een theekopjesattractie. Ook is er een Troika van HUSS Park Attractions met de naam Humla. In 2023 opende het park een Disk'O Coaster met de naam Raset.